# Большая Енда
Большая Енда (Энда, Едома) — река в России, течёт по территории Лешуконского района Архангельской области. Левый приток реки Вашка.
Длина реки составляет 20 км.
Истоки реки находятся на северной окраине болота Патьболото. Течёт по лесной болотистой местности. Генеральным направлением течения является северо-восток. Впадает в Вашку у села Лешуконское на высоте 24 м над уровнем моря.
Именованные притоки: Малая Енда, Грубой, Кислый, Невлой, Селькой.

## Данные водного реестра
По данным государственного водного реестра России относится к Двинско-Печорскому бассейновому округу, водохозяйственный участок реки — Мезень от истока до водомерного поста у деревни Малонисогорская. Речной бассейн реки — Мезень.
Код объекта в государственном водном реестре — 03030000112103000048549.